# شارلوت إلكنز
شارلوت إلكنز (بالإنجليزية: Charlotte Elkins)‏ (4 يوليو 1948، هيوستن في الولايات المتحدة)؛ روائية أمريكية.